# Liste der Bodendenkmäler in Eckental
Auf dieser Seite sind die Bodendenkmäler in dem mittelfränkischen Markt Eckental zusammengestellt. Diese Tabelle ist eine Teilliste der Liste der Bodendenkmäler in Bayern. Grundlage ist die Bayerische Denkmalliste, die auf Basis des Bayerischen Denkmalschutzgesetzes vom 1. Oktober 1973 erstmals erstellt wurde und seither durch das Bayerische Landesamt für Denkmalpflege geführt wird. Die folgenden Angaben ersetzen nicht die rechtsverbindliche Auskunft der Denkmalschutzbehörde.

## Bodendenkmäler in Eckental
| Lage                           | Objekt | Akten-Nr.     | Bild |
| ------------------------------ | --- | ------------- | ---- |
| Eckental (Standort)            | Freilandstation des Mesolithikums, Siedlung vorgeschichtlicher Zeitstellung.                                                                                          | D-5-6432-0057 |      |
| Eckental (Standort)            | Siedlung vorgeschichtlicher Zeitstellung. | D-5-6432-0058 |      |
| Eckental (Standort)            | Siedlung vorgeschichtlicher Zeitstellung, darunter der Steinzeiten.                                                                                                   | D-5-6432-0059 |      |
| Kalchreuth (Standort)          | Siedlung des Neolithikums und der Metallzeiten. | D-5-6432-0061 |      |
| Eckental (Standort)            | Siedlung vorgeschichtlicher Zeitstellung. | D-5-6432-0062 |      |
| Eckental (Standort)            | Freilandstation des Mesolithikums. | D-5-6432-0063 |      |
| Eckental (Standort)            | Siedlung vorgeschichtlicher Zeitstellung. | D-5-6432-0064 |      |
| Eckental (Standort)            | Siedlung vorgeschichtlicher Zeitstellung. | D-5-6432-0065 |      |
| Eckental (Standort)            | Siedlung vorgeschichtlicher Zeitstellung. | D-5-6432-0066 |      |
| Heroldsberg (Standort)         | Siedlung vorgeschichtlicher Zeitstellung, darunter der Steinzeiten.                                                                                                   | D-5-6433-0010 |      |
| Eckental (Standort)            | Siedlung vorgeschichtlicher Zeitstellung. | D-5-6433-0011 |      |
| Eckental (Standort)            | Siedlung vor- und frühgeschichtlicher Zeitstellung. | D-5-6433-0012 |      |
| Eckental (Standort)            | Siedlung des Endneolithikums, der Urnenfelder- und der Hallstattzeit.                                                                                                 | D-5-6433-0013 |      |
| Eckental (Standort)            | Siedlung der Urnenfelderzeit. | D-5-6433-0014 |      |
| Eckental (Standort)            | Siedlung vorgeschichtlicher Zeitstellung. | D-5-6433-0017 |      |
| Eckental (Standort)            | Siedlung vorgeschichtlicher Zeitstellung. | D-5-6433-0018 |      |
| Eckental (Standort)            | Siedlung vorgeschichtlicher Zeitstellung. | D-5-6433-0019 |      |
| Eckental (Standort)            | Siedlung vorgeschichtlicher Zeitstellung. | D-5-6433-0020 |      |
| Eckental (Standort)            | Siedlung vorgeschichtlicher Zeitstellung, darunter der Steinzeiten.                                                                                                   | D-5-6433-0021 |      |
| Eckental (Standort)            | Gräber und Siedlung vor- und frühgeschichtlicher Zeitstellung. | D-5-6433-0022 |      |
| Eckental (Standort)            | Siedlung vorgeschichtlicher Zeitstellung, darunter der Hallstattzeit.                                                                                                 | D-5-6433-0024 |      |
| Eckental (Standort)            | Siedlung vorgeschichtlicher Zeitstellung. | D-5-6433-0025 |      |
| Eckental (Standort)            | Siedlung vorgeschichtlicher Zeitstellung. | D-5-6433-0026 |      |
| Eckental (Standort)            | Siedlung vorgeschichtlicher Zeitstellung. | D-5-6433-0027 |      |
| Eckental (Standort)            | Siedlung vorgeschichtlicher Zeitstellung, darunter der Steinzeiten.                                                                                                   | D-5-6433-0028 |      |
| Eckental (Standort)            | Archäologische Befunde im Bereich des Herrschaftssitzes Eschenau mit hochmittelalterlichem Vorgänger- und frühneuzeitlichen Folgebauten.                              | D-5-6433-0029 |      |
| Eckental (Standort)            | Siedlung vorgeschichtlicher Zeitstellung. | D-5-6433-0030 |      |
| Eckental (Standort)            | Siedlung vorgeschichtlicher Zeitstellung. | D-5-6433-0031 |      |
| Eckental (Standort)            | Siedlung der Metallzeiten. | D-5-6433-0033 |      |
| Eckental (Standort)            | Siedlung der Steinzeiten. | D-5-6433-0034 |      |
| Eckental (Standort)            | Siedlung vorgeschichtlicher Zeitstellung. | D-5-6433-0035 |      |
| Eckental (Standort)            | Freilandstation des Mesolithikums, Siedlung vorgeschichtlicher Zeitstellung.                                                                                          | D-5-6433-0036 |      |
| Eckental (Standort)            | Siedlung vorgeschichtlicher Zeitstellung. | D-5-6433-0037 |      |
| Eckental (Standort)            | Siedlung vorgeschichtlicher Zeitstellung. | D-5-6433-0038 |      |
| Eckental (Standort)            | Siedlung vorgeschichtlicher Zeitstellung. | D-5-6433-0039 |      |
| Eckental (Standort)            | Siedlung des Neolithikums und der Metallzeiten. | D-5-6433-0040 |      |
| Eckental (Standort)            | Siedlung vorgeschichtlicher Zeitstellung. | D-5-6433-0043 |      |
| Eckental (Standort)            | Siedlung vorgeschichtlicher Zeitstellung. | D-5-6433-0044 |      |
| Eckental (Standort)            | Station des Mesolithikums, Siedlung der Urnenfelder- und der Hallstattzeit.                                                                                           | D-5-6433-0045 |      |
| Eckental (Standort)            | Siedlung vorgeschichtlicher Zeitstellung. | D-5-6433-0046 |      |
| Eckental (Standort)            | Siedlung vorgeschichtlicher Zeitstellung, darunter der Urnenfelder- und der Eisenzeit.                                                                                | D-5-6433-0047 |      |
| Eckental (Standort)            | Freilandstation oder Siedlung der Steinzeiten. | D-5-6433-0048 |      |
| Eckental (Standort)            | Siedlung vorgeschichtlicher Zeitstellung. | D-5-6433-0049 |      |
| Eckental (Standort)            | Siedlung vorgeschichtlicher Zeitstellung. | D-5-6433-0051 |      |
| Eckental (Standort)            | Siedlung vorgeschichtlicher Zeitstellung. | D-5-6433-0052 |      |
| Eckental (Standort)            | Siedlung vorgeschichtlicher Zeitstellung. | D-5-6433-0054 |      |
| Eckental (Standort)            | Siedlung vor- und frühgeschichtlicher Zeitstellung. | D-5-6433-0055 |      |
| Eckental (Standort)            | Siedlung des Neolithikums. | D-5-6433-0056 |      |
| Eckental (Standort)            | Siedlung vorgeschichtlicher Zeitstellung, darunter der Steinzeiten.                                                                                                   | D-5-6433-0058 |      |
| Eckental (Standort)            | Siedlung vorgeschichtlicher Zeitstellung. | D-5-6433-0061 |      |
| Eckental (Standort)            | Siedlung des Neolithikums, der Urnenfelder- und der Latènezeit. | D-5-6433-0062 |      |
| Eckental (Standort)            | Siedlung vorgeschichtlicher Zeitstellung. | D-5-6433-0064 |      |
| Eckental (Standort)            | Freilandstation des Mesolithikums und Siedlung des Neolithikums. | D-5-6433-0067 |      |
| Lauf an der Pegnitz (Standort) | Freilandstation des Mesolithikums. | D-5-6433-0086 |      |
| Eckental (Standort)            | Siedlung vorgeschichtlicher Zeitstellung. | D-5-6433-0187 |      |
| Eckental (Standort)            | Mittelalterliche und frühneuzeitliche Befunde im Bereich des abgegangenen Herrensitzes Brand I und seiner Vorgängerbebauung.                                          | D-5-6433-0240 |      |
| Eckental (Standort)            | Mittelalterliche und frühneuzeitliche Befunde im Bereich des abgegangenen frühneuzeitlichen Herrensitzes Brand II und seiner spätmittelalterlichen Vorgängerbebauung. | D-5-6433-0241 |      |
| Eckental (Standort)            | Mittelalterliche und frühneuzeitliche Befunde im Bereich des Schlosses von Eckenhaid und seiner Vorgängerbauten.                                                      | D-5-6433-0245 |      |
| Eckental (Standort)            | Archäologische Befunde im Bereich des frühneuzeitlichen Herrschaftssitzes Marquardsburg mit untertägigen Teilen einer spätmittelalterlichen Vorgängerbebauung.        | D-5-6433-0248 |      |
| Eckental (Standort)            | Archäologische Befunde im Bereich der frühneuzeitlichen Evang.-Luth. Pfarrkirche St. Anna in Büg und des ummauerten Friedhofsareals mit Körperbestattungen.           | D-5-6433-0251 |      |
| Eckental (Standort)            | Archäologische Befunde im Bereich des Schlosses von Büg und seiner spätmittelalterlichen und frühneuzeitlichen Vorgängerbebauung.                                     | D-5-6433-0253 |      |
| Eckental (Standort)            | Archäologische Befunde im Bereich des Herrensitzes I von Oberschöllenbach und seiner frühneuzeitlichen Vorgängerbebauung.                                             | D-5-6433-0258 |      |
| Eckental (Standort)            | Archäologische Befunde im Bereich des frühneuzeitlichen Herrensitzes II von Oberschöllenbach und seiner Vorgängerbauten.                                              | D-5-6433-0259 |      |
| Eckental (Standort)            | Archäologische Befunde im Bereich der ehem. frühneuzeitlichen Synagoge von Forth.                                                                                     | D-5-6433-0263 |      |
| Eckental (Standort)            | Siedlung vorgeschichtlicher Zeitstellung, darunter der Metallzeiten.                                                                                                  | D-5-6433-0267 |      |